# فرودگاه بین‌المللی کونمینگ ویابا
فرودگاه بین‌المللی کونمینگ ویابا  (به انگلیسی: Kunming Wujiaba International Airport) یک فرودگاه همگانی مسافربری با کد یاتا KMG است که یک باند فرود بتن دارد و طول باند آن ۳۴۰۰ متر است. این فرودگاه در شهر کون‌مینگ کشور چین قرار دارد و در ارتفاع ۱۸۹۵ متری از سطح دریا واقع شده است.

## نگارخانه

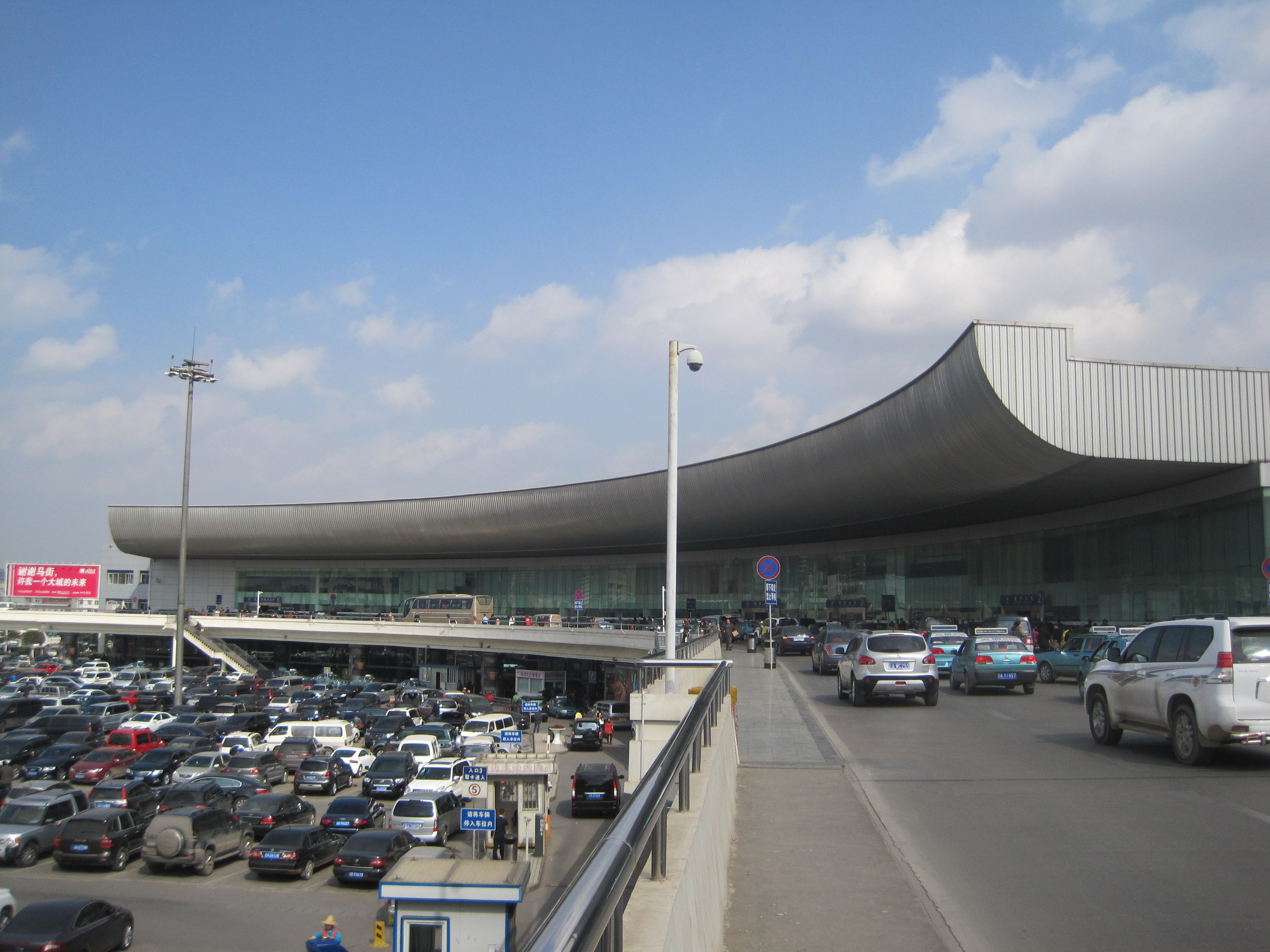
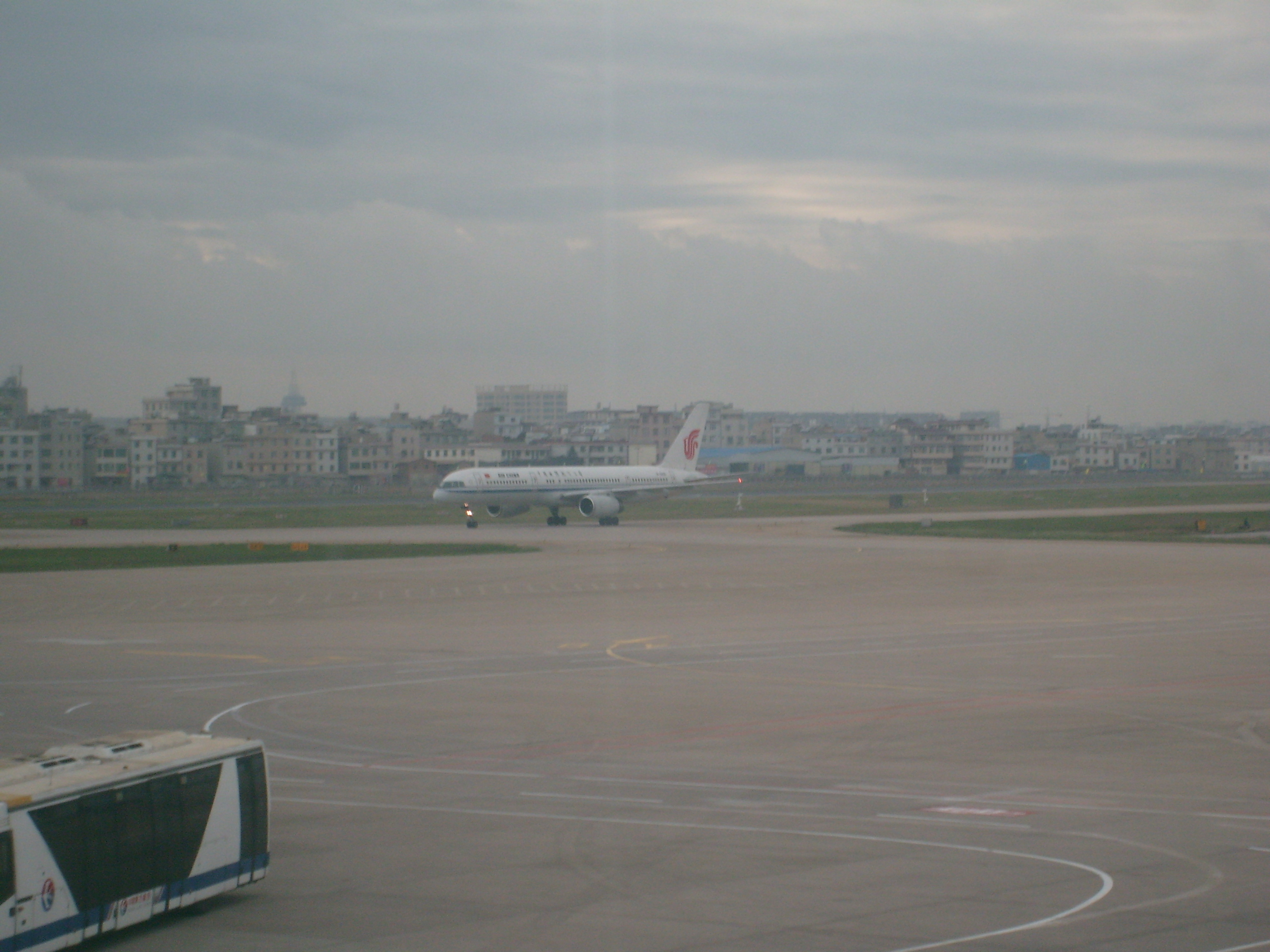